# Occia elegans
Occia elegans là một loài tò vò trong họ Ichneumonidae.